# Franz Schaaf (Politiker)
Johann Franz (Frantz) Conrad Schaaf (* 4. August 1758 (Taufe) in Fürstenberg; † 25. August 1821 ebenda) war ein deutscher Bürgermeister und Abgeordneter im Fürstentum Waldeck.

## Leben
Schaaf war der Sohn von Johann George Schaaf (getauft 12. März 1731 in Fürstenberg; † 18. März 1803 ebenda) und dessen Ehefrau Johanna (genannt Anna) Elisabeth geborene Zarges (* 15. März 1733 in Fürstenberg; † 31. Dezember 1797 ebenda). Er war evangelisch und heiratete am 21. Februar 1781 in Fürstenberg Elisabeth Margarethe Kunhenn (getauft 18. Januar 1756 in Fürstenberg; † 9. März 1822 ebenda), die Tochter des Bürgermeisters Johann Jost Kunhenn (getauft 29. Dezember 1728 in Fürstenberg; †  29. März 1785 ebenda) und dessen Ehefrau Anna Magdalene Huhn (getauft 21. September 1721 in Fürstenberg; † 3. September 1788 ebenda). Sein Schwager Heinrich Georg Knipp wurde ebenfalls Landstand.
Schaaf war mindestens 1814 Bürgermeister der Stadt Fürstenberg. Als Bürgermeister war er vom 15. Februar bis zum Herbst 1814 Mitglied des Landstandes des Fürstentums Waldeck.